# Зверев, Дмитрий Иванович
Дми́трий Ива́нович Зве́рев (1862—1924) — русский учёный-статистик.

## Биография
Родился в с. Сорокино (ныне — Заринск) Барнаульского округа в крестьянской семье. После Томской гимназии окончил физико-математический факультет Санкт-Петербургского университета (1887). Учился там на одном факультете с братом Ленина Александром Ульяновым, но на разных отделениях: Зверев — на математическом, а Ульянов — на биологическом. По воспоминаниям современников они были хорошо знакомы, Ульянов даже предлагал Звереву участвовать в покушении на царя, но тот отказался. По некоторым сведениям, именно он рекомендовал (вместо себя) в террористическую группу Василия Осипанова, с которым учился вместе в томской гимназии.
Служба Д. И. Зверева началась в Нижегородском земстве в статистическом отделении нижегородской губернской земской управы под руководством друга М. Горького и В. Короленко известного экономиста и писателя-народника Н. Ф. Анненского.
Во время голода 1892 года, когда продовольственный комитет Лукояновского уезда пытался свалить вину за голод на самих же крестьян, на их лень и склонность к пьянству, молодой сотрудник Зверев с цифрами в руках смело выступил против этих лживых утверждений, благодаря чему наиболее нуждающиеся получили помощь и были спасены от голодной смерти.
Об этом случае упоминал позже В. Г. Короленко, сам деятельно помогавший голодающим, в своей в книге очерков «Голодный год», а Д. И. Звереву прислал свою фотографию с приветственной надписью «Марии Фёдоровне и Дмитрию Ивановичу Зверевым. От В. Короленко. 1893 г. Нижний Новгород».
Потом Д. И. Зверев работал в полтавском земстве. И здесь у него был интересный круг общения: заведовал Губернским статбюро Ю. А. Бунин, а его юный брат Иван, начинающий писатель, служил библиотекарем земства.
В. Н. Муромцева-Бунина позже писала в своих воспоминаниях:

Статистик Зверев пригласил его поехать с ним на переселенческий пункт, откуда чуть ли не все отправлялись в Уссурийский край. Он под свежим впечатлением, что с ним бывало редко, написал рассказ, озаглавив его «На край света».

Рассказ, написанный в 1894 году, в 1895 году был обнародован в журнале Новое слово с посвящением «Д. И. Звереву». «Рассказ этот, — вспоминал позже Иван Бунин, — критики так единодушно расхвалили, что прочие журналы начали приглашать меня сотрудничать».
В 1895 Зверев перешёл на службу в Барнаул, в главное управление Алтайским округом, где заведовал статистическим отделением округа; здесь же им были организованы текущая сельскохозяйственная статистика.
В дополнение к основной деятельности занимался исследованием климата Алтая. Продолжил начатую Ф. Е. Зассом работу по созданию широкой сети метеорологических станций на землях округа. До 1916 г. безвозмездно заведовал Барнаульской метеостанцией.
Деятельно участвовал в создании Общества любителей исследования Алтая, с 1900 по 1918 г. был почти бессменным членом Совета общества, помощником (в то время говорили — товарищем) Председателя и казначеем данного общества.
В 1920, после изгнания колчаковцев, Д. И Зверев переехал в Томск, где трудился помощником заведующего статистического бюро, где и умер в 1924 г.

## Основные труды
Наиболее значительные работы Зверева:
- «Переселения из Полтавской губернии с 1861 по 1 июля 1900» (вып. 1, Полтава, 1900, без раскрытия фамилии автора);
- описания трёх волостей Алтайского округа в «Материалах по исследованию крестьянского и инородческого хозяйства в Бийском уезде» (Барнаул, 1898—1900). * Данные по сельскохозяйственной статистике Алтайского округа ежегодно публиковались (начиная с 1897) в «Сельскохозяйственном обзоре Алтайского округа».

## Семья
Один из сыновей Д. И. Зверева — Максим Дмитриевич стал известным зоологом и писателем.